# Station Carrickfergus
Station Carrickfergus  is een spoorwegstation in Carrickfergus in het Noord-Ierse graafschap Antrim. Het station ligt aan de lijn Belfast - Larne. Op werkdagen rijdt er ieder half uur een trein in beide richtingen.